# Julia Zenko
Julia Trzenko (Buenos Aires, 30 de octubre de 1958), más conocida como Julia Zenko, es una cantante y actriz argentina.

## Biografía
Julia Zenko nació en el barrio La Paternal, y vivió allí hasta los seis años con sus padres y un hermano. Luego se mudó con su familia a Villa Devoto. Vive en Coghlan. Hija y nieta de inmigrantes judíos polacos y letones. Su abuelo paterno era un aficionado y cantante en los templos.

Mi padre llegó con cuatro años de edad a la Argentina y se hizo ciudadano argentino, y su madre nació en Uruguay, pero mis abuelos eran europeos. Mi viejo era un tipo que amaba a la Argentina, escuchaba todo el tiempo tango y además lo bailaba, es por eso que en mi casa se escuchaba todo tipo de música. También me influenció mi hermano más grande, que era un amante de Los Beatles, el folclore, Víctor Heredia, Mercedes Sosa y con toda esta influencia me fui armando en mi cabeza una cultura musical y una ideología musical muy personal.
Julia Zenko

En la primaria formaba parte del coro y recuerda siempre a su maestra de música llamada Clarita. Tocaba la guitarra; nunca le gustaron los deportes. Realizó cursos de teatros con Edgardo Moreira.
En 1977 empezó a cantar en pubs. Cantó en los grupos Trío Sol y sus Amigos, Scat Singer y en el grupo Amalgama, con la dirección de Raúl Parentella, donde fue la vocalista, junto a Emilio Valle, Pedro Aznar en el bajo, Eddie Sierra en guitarra y Ricardo ''Topo'' Carbone en la batería, hacía covers y distintos géneros, como baladas, boleros, canciones en portugués... Comenzó a grabar jingles comerciales, también bajo la tutela de Parentella. Fue reconocida por la personalidad de su particular voz, en jingles para empresas como Aerolíneas Argentinas, cubrecamas Palette o galletitas Express.
Hizo cursos de teatro con Alezzo, Luis Agustoni o Augusto Fernandes.
En 1983 editó su primer long play, Vital, y donde cantó «Carta de un león a otro».
Ha grabado folclore, baladas, canciones con compromiso social. 
Cantó en películas argentinas como Los pasajeros del jardín, con Graciela Borges, Señora de nadie con Luisina Brando, No toquen a la nena (con Andrea del Boca).
Puso su voz a cortinas de famosas telenovelas como María de nadie (con Grecia Colmenares), Dulce Ana (con Patricia Palmer), Soy Gina (con Luisa Kuliok).

Después de haber cantado para novelas y para películas, grabé María de Buenos Aires, que era una ópera- tango de Piazzolla y Horacio Ferrer, en el año 1997. Eso marcó una antes y un después en mi carrera con el tango. Estuve muchos años viajando por Europa y por diferentes países del mundo presentando María de Buenos Aires, y por eso me conocen en muchos países como una cantante de tango; pero los argentinos saben que soy una cantante ecléctica. No me quedo quieta en un solo género musical, porque a fines del año pasado salió un disco nuevo mío en el cual le rindo homenaje a una cantante que se llama Elis Regina, una cantante brasilera a la que admiro hace bastante tiempo y está grabado totalmente en portugués. En el repertorio que canté en la Feria del Libro. Elegí autores de la música latinoamericana, y además incorporé algunos temas en portugués, tango y algunas canciones que son de mi repertorio hace más de 20 años.
Julia Zenko

En 1995 ganó el Premio Konex a la mejor Cantante Femenina de Pop y Balada, y fue convocada para participar en el homenaje a Carlos Gardel en el 60° aniversario de su fallecimiento, llevado a cabo en el Teatro Nacional Cervantes con la producción de Grupo América, interpretando los tangos Arrabal amargo y Amores de estudiantes junto a Alejandro Dolina. 
En agosto de 1997 grabó en Austria María de Buenos Aires, la ópera de Astor Piazzolla y Horacio Ferrer, interpretando el rol protagónico, junto al eximio violinista europeo Gidon Kremer (1947-), Jairo y el propio Ferrer. Ese trabajo fue nominado para los premios Grammy. Al año siguiente, el prestigioso músico Yo-Yo Ma, la invitó a cantar en una serie de conciertos que se llevaron a cabo en ciudades de Japón.
En 1998, es invitada por Juan Carlos Baglieto para participar en su disco en vivo 15 años, donde cantaron juntos Señalada por el indice del sol, ese mismo año grabó en Caminos del alma, con el Coro Kennedy y con más de 120 artistas argentinos bajo la dirección instrumental del pianista y conductor Nazareno Andorno. 
En 1999 Yo-Yo-Ma la invitó a cantar en conciertos por distintas ciudades de Japón. Su disco Tango por vos (2001) fue elegido como uno de los tres mejores de tango de la Argentina en los premios Gardel, siendo también nominado para los Grammy Latino en 2002. Ese año, protagonizó la ópera tango Orestes last tango, estrenada en Holanda.
Desde 2003 protagonizó, junto a Raúl Lavié y María Rosa Fugazot, el exitoso musical Zorba el griego. En el verano de 2004 actuó en El show de las divorciadas, con la que realizó una gira nacional e internacional. 
En 2006, lanzó su álbum "Vida Mía", haciendo dúo con sus dos hijas en dos canciones. Tres años más tarde, lanza con Lito Vitale como productor, un álbum en portugués, homenaje a Elis Regina titulado "Pra Elis".
Coincidiendo con el 30 aniversario del lanzamiento de su primer disco, en 2013, es convocada a participar del evento "Las Elegidas" en el Teatro Colon y además publica "Mi Libertad", un disco folklórico dedicado a Mercedes Sosa, y un familiar desaparecido en el Proceso de Reorganización Nacional. El mismo fue presentado en el Teatro ND al año siguiente, con la presencia de figuras como León Gieco, Piero, Patricia Sosa, Sandra Mihanovich, entre otros. Ese mismo año, vuelve a ser convocada para actuar en el Teatro Colón.
En 2015 se le diagnostica un cáncer mamario, que supera, y en 2017, con producción musical de Lito Vitale, lanza su álbum "Nosotras", donde incluye composiciones de diversas mujeres del entorno, como "Canción Para Verónica", de Teresa Parodi, "Como la Cigarra", de Maria Elena Walsh, "Quereme, tengo frío", de Marilina Ross, "Ponernos de acuerdo", de Marcela Morelo, "Diablo y alcohol", de Silvina Garré, presentándolo un año después en el Centro Cultural Kirchner. Es consagrada un Premio Gardel.
En 2019, comienza a editar su nuevo disco "Vuelvo a ser luz", nuevamente con colaboración de Lito Vitale, de canciones inéditas, que finalmente es lanzado en 2020. Debido a la pandemia de Coronavirus debe presentar el disco mediante "stream". Nuevamente se le es detectado un cáncer en el seno, y debió ser intervenida quirúrgicamente, superándolo.
En 2023 participa de la versión argentina del musical Dear Evan Hansen, interpretando el rol de Heidi, madre del protagonista.
Siempre colaboró con eventos solidarios y trabajando muy de cerca con los derechos humanos en la Argentina y el exterior. 
Tiene dos hijas. y estuvo en pareja con los músicos Marcelo San Juan y Daniel García.

## Premios
Ganó premios nacionales e internacionales:
- premio ACE
- premio Prensario
- premio Festibuga
- premio Konex (1995, 2005 y 2015) como Solista Femenina de Pop y Balada.[5]
- premio Gardel Mejor Álbum Artista Femenina Pop (2018)
- premio Gardel Mejor Álbum Artista Romántico o Melódico (2020)

## Discografía
- 1983: Vital - PHILIPS
- 1985: Travesía del alma - PHILIPS
- 1986: Cambios - PHILIPS
- 1987: Crecer con todo - PHILIPS
- 1988: Requetepillos - PHILIPS
- 1989: El remedio es cantar - PHILIPS
- 1991: En tiempo real - SONY MUSIC
- 1991: Vital '91 - POLYGRAM
- 1992: Así va la vida - COLUMBIA
- 1995: Sin rótulos - SONY
- 1998: Julia de Buenos Aires - EPSA MUSIC
- 2001: Tango por vos - EPSA MUSIC
- 2002: Orestes
- 2004: El Show de las Divorciadas
- 2006: Vida mía - SONY
- 2009: Canta a MARÍA ELENA WALSH - LUCIO ALFIZ PRODUCCIONES S.R.L.
- 2009: P'ra Elis - CALLE ANGOSTA DISCOS
- 2013: Mi libertad - LUCIO ALFIZ PRODUCCIONES S.R.L.
- 2017: Nosotras - CICLO 3
- 2019: "Vuelvo a ser luz" - WARNER MUSIC

Compilados
- 1995: Lo nuestro - POLYGRAM
- 1997: Siempre pienso en ti - POLYGRAM
- 1997: 20 Grandes éxitos - SONY MUSIC ENTERTAINMENT ARGENTINA S.A.
- 2000: Mis 30 mejores canciones - SONY
- 2003: Los esenciales - SONY
- 2004: De colección - SONY
- 2009: Los elegidos - SONY
- 2020: Vuelvo a ser luz - WARNER MUSIC[7]

## Simples/Singles/Promocionales
- 1984: "Travesía del alma / La rana, los grillos, los hombres" (Simple) - PHILIPS
- 1985: "Quien nunca amó / No me pisen la vida" (Simple) - PHILIPS
- 1986: "Me enseñaron todo mal / María siempre" (Simple) - PHILIPS
- 1986: "Por otra ventana / Saliendo de mí (Simple) - PHILIPS
- 1991: "Cuando un amor termina / Juntos es más fácil" (Simple) - SONY MUSIC
- 1991: "Viento del sur / El breve espacio en que no está" (Simple) - SONY MUSIC
- 1992: "La fuerza del amor / Dame algo de ti" (Simple) - SONY MUSIC
- 1995: "Julia Zenko" (Single EP) - Temas: 1) La rosa 2) Razón de vivir 3) Angelitos negros 4) Quiero abrazarte tanto - SONY MUSIC

## Filmografía[8]

### Como actriz
- 1986: Mesa de noticias (serie de televisión), como ella misma.
- 1992: Gran Hotel Casino (serie de televisión).
- 1993: ¡Dale Loly! (película para televisión).
- 2017: Mujeres perfectas (obra de teatro).
- 2018: Hermanos de Sangre - El Musical (obra de teatro)
- 2023: Querido Evan (obra de teatro)

### Como cantante
- 1982: Pubis angelical (interpreta las canciones de esta película, producidas por Charly García).
- 1989: Los espíritus patrióticos (interpreta las canciones de esta película).
- 1992: Soy Gina (serie de televisión), donde interpretó la canción «La fuerza del amor».
- 1995: Dulce Ana (serie de televisión)